# Johann Samuel Ersch
Johann Samuel Ersch, född 23 juni 1766 i Großglogau i Nedre Schlesien, död 16 januari 1828 i Halle an der Saale, var en tysk bibliograf.
Ersch blev 1803 professor i geografi och statistik i Halle an der Saale och 1808 också överbibliotekarie där. Han kan anses vara grundläggaren av den moderna tyska bibliografin. Hans främsta verk är 
- Allgemeines Schriftstellerlexikon der neuern Zeit, vars ursprungligen mycket vidsträckta plan under arbetet begränsades till de europeiska folkens nyaste litteratur,
- Repertorium über die allgemeinen deutschen Journale etc. (1790-92),
- Allgemeines Repertorium der Literatur (1793-1807), innefattande åren 1785-1800,
- Das gelehrte Frankreich (1797-98, jämte två band "Nachträge", 1802-06; utkom även på franska: La France littéraire)
- Handbuch der deutschen Literatur seit der Mitte des 18:ten Jahrhunderts bis auf die neueste Zeit (1812-14; andra upplagan 1822-40).

Tillsammans med Johann Gottfried Gruber grundade han 1818 Allgemeine Encyclopädie der Wissenschaften und Künste. Han var därjämte medredaktör för "Allgemeine Literaturzeitung", som först gavs ut i Jena och 1804-1849 i Halle.